# يوليوس كاري
يوليوس كاري (بالإنجليزية: Julius Carry)‏ مواليد 12 مارس 1952 في شيكاغو - الوفاة 19 أغسطس 2008 في لوس أنجلوس، هو ممثل أمريكي بدأ مسيرته الفنية سنة 1973. امتدت مسيرته الفنية لأكثر من 35 عاما.

## الأعمال

### أفلام
- الرجل الجديد (2002)

### مسلسلات
| السنة | العمل            | الدور          |
| ----- | ---------------- | -------------- |
| 2006  | الوحدة           |                |
| 2003  | كولمبو           |                |
| 2001  | دياجنوسيز: موردر |                |
| 2001  | جاغ              |                |
| 2001  | المقاطعة         |                |
| 1999  | مويشا            |                |
| 1997  | بوي ميتس ورلد    |                |
| 1997  | كوسبي            | روبرت / برادشو |
| 1994  | غريس أندر فاير   | تيد لاركن      |
| 1994  | إمبتي نيست       | بو             |
| 1992  | فاملي ماتتيرس    | أوسكار         |
| 1992  | ميرفي براون      | ميتشل بالدوين  |
| 1985  | ذا جيفرسونز      | بوبي           |
| 1983  | أليس             |                |
| 1982  | بنسون            |                |

## وصلات خارجية
- يوليوس كاري على موقع IMDb (الإنجليزية)
- يوليوس كاري على موقع ألو سيني (الفرنسية)
- يوليوس كاري على موقع أول موفي (الإنجليزية)
- يوليوس كاري على موقع قاعدة بيانات الأفلام السويدية (السويدية)
- يوليوس كاري على موقع قاعدة بيانات الفيلم (الإنجليزية)
- يوليوس كاري على موقع كينوبويسك (الروسية)